# Joaquín Rabasco Ferreira
Joaquín Rabasco Ferreira nascut a Iznájar, Córdoba, el 1952, és un polític que milità a Mallorca en el CDS i fundà el 1989 el partit Agrupación Social Independiente (ASI) d'ideologia conservadora i propugna l'ús del castellà a Mallorca. Fou policia nacional i després passà a la política. Es retirà temporalment de la política a causa de la seva condemna en el cas de corrupció política anomenat Cas Llucmajor i retornà el 2023 amb un nou partit, S'Ull.

## Activitat política

### Legislatura 1987-1991
El 1987 entrà de regidor pel Centro Democrático y Social (CDS) d'Adolfo Suárez a l'Ajuntament de Llucmajor i negocià el lliurament de l'alcaldia al candidat d'Alianza Popular. Finalment, es votà a si mateix i donà l'alcaldia a la llista més votada: la del PSIB-PSOE. S'integrà tot d'una en l'equip de govern de Joan Monserrat Mascaró com a primer tinent batle, delegat a s'Arenal i cap de la Policia Local, però abans d'acabar l'estiu el batle l'expulsà per les seves constants deslleialtats i sortides de to. Durant els tres anys següents, Rabasco creà un partit populista a la seva mida, amb seu a s'Arenal de Llucmajor, que fundà el 12 de desembre de 1989, l'Agrupación Social Independiente (ASI), i fou el martell del Govern municipal socialista.

### Legislatura 1991-1995
A les eleccions de 1991 ASI, amb una campanya desmesurada, obtingué tres regidors que pactaren amb el PP i donaren l'alcaldia l'exconseller Gaspar Oliver Mut. Els regidors d'ASI governaren les àrees d'urbanisme, joventut i agricultura. Tanmateix, Rabasco fou un soci esquiterell: el seu costum de ficar el nas en qüestions urbanístiques provocaren desacords greus amb poders fàctics locals. Els dos regidors d'ASI deixaren Rabasco plantat i mantingueren el pacte amb el PP, que acaba la legislatura amb el suport dels dos trànsfugues i barallat a mort amb Rabasco.

### Legislatura 1995-1999
Als comicis de 1995 Rabasco presentà candidatura d'ASI a les eleccions autonòmiques sense aconseguir cap diputat. També presentà candidatures a Inca, Llucmajor, Manacor, Marratxí i Palma, però només obtingué la seva acta de regidor a Llucmajor, i reinicià la seva guerra contra el PP, liderat per l'exconseller Gaspar Oliver Mut. Un regidor trànsfuga del PSIB-PSOE assegurà la majoria del PP, i Rabasco i els populars es perdonen totes les ofenses. ASI començà a pagar campanyes de publicitat, impensables en una força minúscula, i s'especialitzà a atiar dos fantasmes col·lectius de l'Espanya més negra: la xenofòbia i l'anticatalanisme.

### Legislatura 1999-2003
El mandat consistorial 1999-2003 marcà el paroxisme de l'entesa PP-ASI. Fou batle Lluc Tomàs Munar del PP, que aconseguí 10 regidors, a un de la majoria absoluta, i que governà gràcies a un pacte amb ASI. En aquest temps començaren a publicar-se informes que denunciaven el saqueig de les arques municipals a mans d'una trama d'empreses amb un únic denominador comú: Rabasco i ASI. El 29 d'octubre del 2001, Rabasco fou denunciat pel grup municipal socialista de l'Ajuntament de Llucmajor, que presentà una querella criminal contra ell en què es denunciava que hauria creat una xarxa d'empreses per tal d'obtenir fons del consistori i així finançar ASI. Les sospites sobre Rabasco pels delictes de suborn, prevaricació i finançament irregular varen dur el jutge del Jutjat d'Instrucció número 6 de Palma a iniciar el mateix 2001 la investigació sobre Rabasco (Cas Llucmajor).

### Legislatura 2003-2007
Durant la campanya electoral del 2003 el PP, desprestigiat davant la població, demanà una majoria electoral suficient "per poder governar tot-sol". Aconseguí la majoria absoluta amb 11 regidors dels 21, liderats per Lluc Tomàs. Tanmateix el PP se'n desdigué del que havia promès i pactà novament amb ASI. El 2006, l'Institut Balear de la Dona obrí un expedient al partit ASI per tenir en el seu web un videojoc on s'ensenyaven fins a vint maneres d'assassinar una dona. El partit assegurà que havia estat objecte d'un atac d'un pirata informàtic. El 30 de gener de 2006, 800 persones del municipi de Llucmajor, sortiren al carrer en senyal de rebuig a aquests fets.

### Legislatura 2007-2011
El mandat 2007-2008 el popular Lluc Tomàs aconseguí una majoria de 10 regidors (5729 vots), insuficients per governar amb majoria absoluta i formà govern un altre cop amb el suport de Joaquín Rabasco. Però el 30 de setembre del 2008, Rabasco fou condemnat a 6 anys de presó per frau en cabals públics (Cas Llucmajor) i Lluc Tomàs a tres anys, la qual cosa l'obligà a dimitir el novembre de 2008. L'abril de 2010, la sentència fou anul·lada pel Tribunal Suprem i el novembre del 2010, l'audiència provincial de Palma confirmà la sentència de sis anys de presó a Rabasco.

### Legislatura 2023-2027
Joaquín Rabasco després d'anys allunyat de la política i de Mallorca, abandonà el partit ASI i en fundà un de nou, S'Ull (S'Arenal Urbanitzacions Llucmajor), que es presentà a les eleccions municipals de Llucmajor. En elles obtinguí dos regidors gràcies als 1116 vots, un 7,49 % dels votants.